# Diplophyllum obtusatum
Diplophyllum obtusatum là một loài rêu tản trong họ Scapaniaceae. Loài này được (R.M. Schust.) R.M. Schust. miêu tả khoa học lần đầu tiên năm 1974.